# Jewel Case

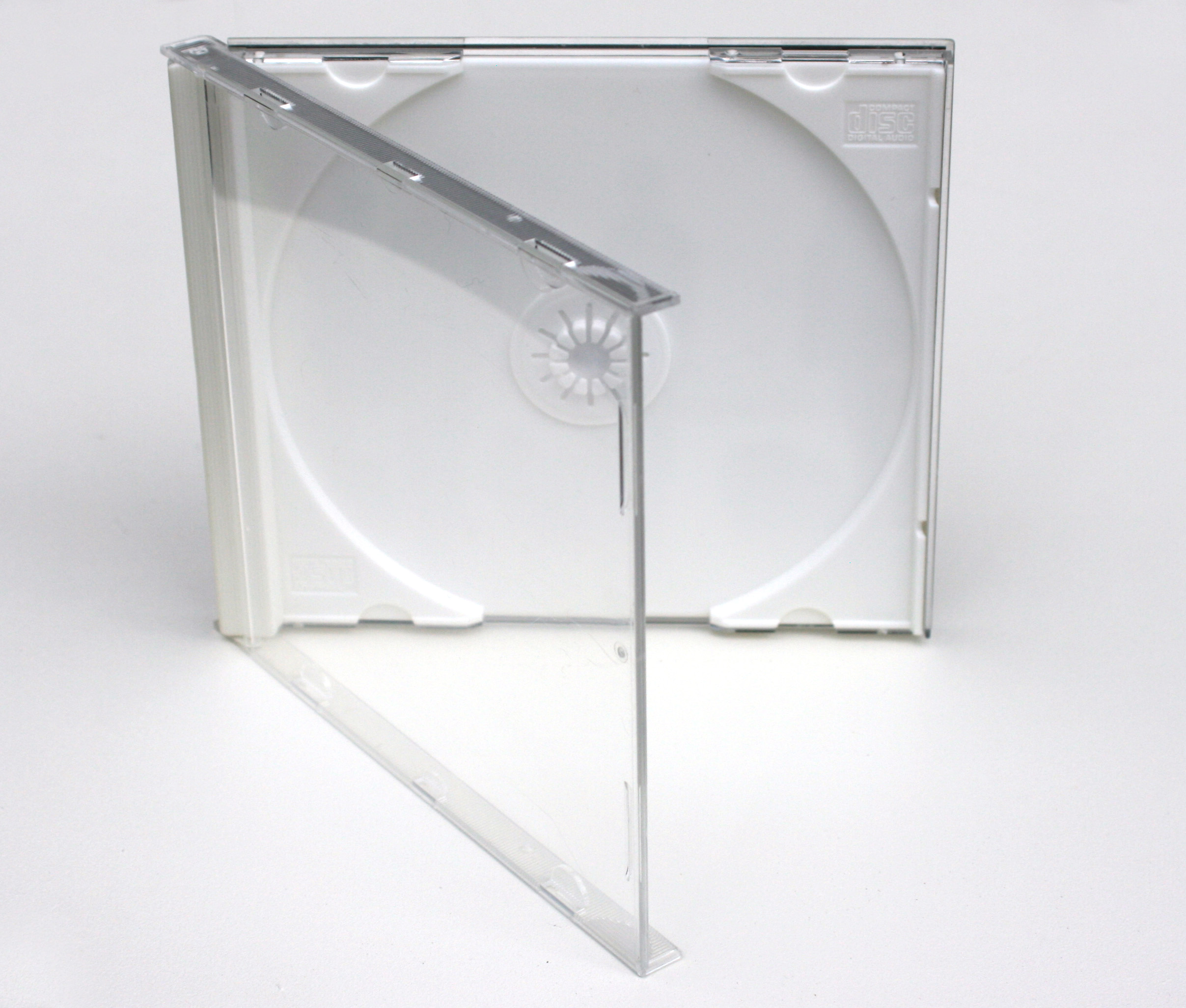
Uma capa de acrílico.

A Jewel Case (Capa de acrílico, em inglês) é a capa clara e transparente onde vêm os CDs, além de ser disponível no mercado juntamente com os CDs desde 1982. Este é o formato padrão usado até os dias de hoje. 

## Revisão
Sua dimensão é de aproximadamente 12 mm x 125 mm x 150 mm.
Além do variante padrão, gerou inúmeros variantes no mercado fonográfico com o passar dos anos, como as capas de CD Singles, estas contendo 1/4" polegadas. Sem contar as variações Super Jewel Cases (super capa acrílica), e as versões slims (finas, usualmente para discos virgens.)  Pode ser encontrada a menos de US$0,50.
Para remover com segurança um CD de uma capa acrílica, deve-se pressionar o furo central com um indicador e usar o polegar para tirar o CD da capa segurando-o por sua borda externa.
Há inúmeras falhas de projeto no formato padrão da mesma, como o fato de capas virem quebradas por exemplo, algo comum de ocorrer. Além dos ganchos centrais quebrados e de encartes que dificilmente entram nelas. 